# Vlag van oblast Vladimir
De vlag van oblast Vladimir is in gebruik sinds 11 mei 1999. De vlag bestaat uit een rood veld met een blauwe baan aan de broeking, 1/8 van de vlaglengte. Rood op de vlag symboliseert moed en dapperheid. Het rood en blauw herinneren aan de vlag van de Russische Socialistische Federatieve Sovjetrepubliek. Aan de bovenkant van de blauwe baan is een gouden hamer en sikkel, symbolen die ook afkomstig zijn van die vlag. Gecentreerd op het rode veld, ongeveer 1/3 van de vlaglengte, staan het wapen van de oblast in goud. De centrale figuur van het wapen is een gouden leeuw, een symbool van kracht, moed en grootmoedigheid. Hij houdt een hoog zilveren kruis vast dat de religie van de inwoners voorstelt, en draagt een kroon. Een kroon staat ook boven het schild, dat is omringd door een krans van eikenbladeren gewikkeld in een lint van Sint-Andries.
Tot 10 mei 2017 was de hoogte-breedteverhouding 1:2; sindsdien is deze 2:3.